# Carabus koenigi
Carabus koenigi es una especie de insecto adéfago del género Carabus, familia Carabidae. Fue descrita científicamente por Ganglbauer en 1887.
Habita en Georgia y Rusia.